# Ambasada Gruzji w Abu Zabi
Ambasada Gruzji w Abu Zabi – misja dyplomatyczna Gruzji w Zjednoczonych Emiratach Arabskich.

## Historia
Gruzja nawiązała stosunki dyplomatyczne z Zjednoczonymi Emiratami Arabskimi 20 października 1992.
W latach 2004–2007 w Zjednoczonych Emiratach Arabskich akredytowany był ambasador Gruzji w Ammanie, następnie do 2019 gruzińskim przedstawicielem przy emirackich władzach był ambasador Gruzji w Kuwejcie.
Ambasada Gruzji w Abu Zabi powstała w 2019.

## Ambasadorzy
- Paata Kalandadze (2019–nadal)[4]